# Натрій (мінералогія)
Натрій — у мінералогії — частина назви мінералів, які містять хімічний елемент натрій.
Розрізняють:
- натрій двовуглекислий (те саме, що нагколіт);
- натрій йодистий (суміш селітри з йодистими сполуками);
- натрій-сульфат (те саме, що тенардит);
- натрій флуористий (те саме, що вільйоміт — NaF);
- натрій хлористий (те саме, що галіт).